# Вьюрковые ткачики
Вьюрко́вые тка́чики, или астри́льдовые (лат. Estrildidae), — семейство певчих птиц из отряда воробьинообразных.

## Внешний вид
Имеют мелкие и средние размеры; длина тела 8—17 см. Самый маленький вид семейства — синичий астрильд (Nesocharis shelleyi) длина его тела 8,3 см; хотя самый легкий вид — серый астрильд (Estrilda troglodytes), его масса составляет всего 6 г. Самый крупный вид — серая рисовка (Padda oryzivora), 17 см длиной и массой 25 г. Типичные представители отряда, в окраске нередки сочетание ярких цветов: зелёного и красного, зелёного и синего и т. п. Клюв короткий толстый, но заострённый; может быть красный, жёлтый, чёрный, серебристый или беловатый, роговые покровы клюва обычно очень нежные, полупрозрачные. Самцы и самки окрашены совершенно одинаково, самки иногда несколько светлее.

## Распространение
Населяют Африку, Индию, Юго-Восточную Азию, Южный Китай, Австралию, острова Малайского архипелага и Океанию. С 1980-х годов встречаются также и в Европе, например в итальянской Тоскане встречается зебровая амадина (Taeniopygia guttata).

## Образ жизни
Обитают на равнинах, в саваннах, степях, реже в горах, некоторые виды населяют леса, предпочитая опушки, немногие виды живут также в полупустынях. Песня обычно очень тихая, хотя у некоторых видов довольно громкая и мелодичная. Иногда поют и самки. Питаются в основном семенами различных трав, у некоторых видов важное место занимает животная пища (мелкие насекомые).

## Размножение
В брачный период самец исполняет перед самкой своеобразный танец с травинкой в клюве. Гнездо строят невысоко над землёй на деревьях, тернистых кустарниках, стеблях высокой травы, некоторые виды на земле, в термитниках и постройках человека. В строительстве участвуют оба родителя. Гнездо округлой, шаровидной или грушевидной формы, имеет входное отверстие сбоку или в виде трубки. За своеобразное искусство постройки гнёзд, которые они как бы ткут из листьев деревьев, соединяя их растительными волоконцами, ткачики и получили своё название.
В кладке 4—6, реже 8—9 яиц, обычно белого цвета, иногда с голубым или розовым оттенком. В насиживании и выкармливании птенцов участвуют оба родителя. Птенцов выкармливают преимущественно насекомыми в виде полупереваренной кашицы, отрыгивая её из зоба. Птенцы имеют особое строение зоба — он состоит из двух разделов, которые при кормлении заполняются поочередно. В отличие от других птиц, птенцы ждут корма, не вытягивая шею кверху, а поворачивая голову с открытым ртом из стороны в сторону. Клюв у птенцов чёрный. Примерно через 3 недели птенцы покидают гнездо, однако, ещё несколько дней их докармливают родители.

## Содержание
Вьюрковые ткачики с давних времен очень популярны у любителей, особенно амадины и астрильды. Некоторые виды одомашнены, например, зебровая амадина культивируется в Японии. Более 10 видов этих птиц разводят и содержат в России. Любителей певчих птиц привлекает экзотический вид ткачиков, а также их приятное пение. Лучшими певцами из завозимых в Россию считаются тигровые астрильды и гульдовые амадины.

## Классификация
В состав семейства включают 41 род со 140 видами:
- Aidemosyne Reichenbach, 1862 — Полосатые амадины — 1 вид
- Amadina Swainson, 1827 — Амадины — 2 вида
- Amandava Blyth, 1836 — Амандавы — 3 вида
- Bathilda Reichenbach, 1862 — 1 вид
- Brunhilda Reichenbach, 1862 — 2 вида
- Chloebia Reichenbach, 1862 — Гульдовы амадины — 1 вид
- Clytospiza Shelley, 1896 — Коричневые астрильды — 1 вида
- Coccopygia Reichenbach, 1862 — 3 вида
- Cryptospiza Salvadori, 1884 — Горные астрильды — 4 вида
- Delacourella Wolters, 1949 — 1 вид
- Emblema Gould, 1842 — Расписные астрильды — 1 вид
- Erythrura Swainson, 1837 — Попугайные амадины — 12 видов
- Estrilda Swainson, 1827 — Астрильды — 11 видов
- Euodice Reichenbach, 1862 — 2 вида
- Euschistospiza Wolters, 1943 — Шиферные астрильды — 2 вида
- Glaucestrilda Roberts, 1922 — 3 вида
- Granatina Sharpe, 1890 — 2 вида
- Heteromunia Mathews, 1913 — Белогрудые мунии — 1 вид
- Hypargos Reichenbach, 1862 — Жемчужные астрильды — 2 вида
- Lagonosticta Cabanis, 1851 — Амаранты — 10 видов
- Lepidopygia Reichenbach, 1862 — 1 вид
- Lonchura Sykes, 1832 — Мунии — 28 видов
- Mandingoa Hartert, 1919 — Зелёные астрильды — 1 вид
- Mayrimunia Wolters, 1949 — 2 вида
- Neochmia Gray, 1849 — Рубиновые астрильды — 2 вида
- Nesocharis Alexander, 1903 — Синичьи астрильды — 2 вида
- Nigrita Strickland, 1843 — Нигриты — 4 вида
- Oreostruthus De Vis, 1898 — 1 вид
- Ortygospiza Sundevall, 1850 — Перепелиные астрильды — 1 вид
- Padda Reichenbach, 1850 — Рисовки — 2 вида
- Paludipasser Neave, 1909 — 1 вид
- Parmoptila Cassin, 1859 — Муравьиные астрильды — 3 вида
- Poephila Gould, 1842 — Травяные амадины — 3 вида
- Pyrenestes Swainson, 1837 — Пиренестесы — 3 вида
- Pytilia Swainson, 1837 — Питилии — 5 видов
- Spermestes Swainson, 1837 — 4 вида
- Spermophaga Swainson, 1837 — Синеклювые астрильды — 3 вида
- Stagonopleura Reichenbach, 1850 — Бриллиантовые амадины — 3 вида
- Stizoptera Oberholser, 1899 — Кольчатые астрильды — 1 вид
- Taeniopygia Reichenbach, 1862 — Зебровые амадины — 2 вида
- Uraeginthus Cabanis, 1851 — Мотыльковые астрильды — 3 вида

- Тигровый астрильд
(Amandava amandava)
- Волнистый астрильд
(Estrilda astrild)
- Малабарская амадина
(Lonchura malabarica)
- Серая рисовка
(Padda oryzivora)